# سوق ضرماء الأثري
سوق ضرماء الأثري، يعتبر من الأسواق الأثرية في محافظة ضرماء التي تبعد عن مدينة الرياض بحدود 50كم.

## السوق والآثار
كشفت وكالة الآثار والمتاحف عن موقعين إسلاميين يعودان إلى
العصر العباسي، ويقعان في الجزء الجنوبي من مدينة ضرماء، وقد أُجريت لهما مجسات أثرية هما:
- الكشف عن سوق قديم حيث تألف اجزائه من مجموعة من الغرف الصغيرة التي بُنيت على صف مستقيم
- العثور على مجموعة من الوحدات المعمارية التي تمثلت في بقايا المساكن ذات الأرضيات المجصصة، وعلى جدرانها قوالب جصية ذات أشكال نباتية، وكما تم العثور على قطع من الفخار وكسر الزجاج، وبعض الآبار والقنوات المائية التي تأتي من الجهة الشمالية.[2]

## انظر ايضاً
- الرياض
- ضرماء

## وصلات خارجية
- الرياض.. قلب السعودية النابض ورحم الهجرات عبر التاريخ.